# Eugène Bozza
Eugène Bozza (Nizza, 4 aprile 1905 – Valenciennes, 28 settembre 1991) è stato un compositore e direttore d'orchestra francese.
Compì gli studi di violino, composizione e direzione d'orchestra al Conservatorio di Parigi.
Dal 1939 al 1948 diresse l'orchestra dell'Opéra Comique e dal 1951 al 1975 fu direttore del Conservatorio di Valenciennes.
È conosciuto e apprezzato specialmente per le composizioni di musica da camera per ensemble di fiati. Il suo linguaggio, tradizionale e fedele alla scrittura tonale, è caratterizzato da grande foga e dinamismo con un gusto particolare per le forme grandiose e le tonalità esplosive.

## Elenco delle opere
- Aria (for saxophone) (1936)
- Concertino (for alto saxophone and orchestra) (1939)
- Symphony No. 1
- Symphony No. 2
- Symphony No. 3
- Symphony No. 4
- Symphony No. 5
- Opera "Leonidas" (1947)
- Ballet "Jeux de plage" (1950)
- Improvisation et Caprice (for saxophone) (1952)
- Andante et Scherzo (for saxophone quartet) (1957)
- Cantata La légende de Roukmāni (1934?)
- Scherzo (for woodwind quintet)
- 18 Études for Oboe
- Ballade for Trombone and Piano
- Chant Lointain (for horn and piano)
- Air de Vielle (for flute or oboe)
- Concertino (for tuba and piano)
- Trois Pièces (for trombone ensemble) (1964)
- Sur Le Cimes (for horn and piano)
- En Foret, Op.40 (for horn and piano)
- En Irlande (for horn and piano)
- Image (for flute alone)

- Rustiques (for trumpet and piano)
- Agrestide for flute and piano
- Sonatine for flute and bassoon
- Jour D'Ete a la Montagne for flute quartet
- Variations sur un thème libre (for woodwind quintet, op. 42) (1943)
- Badinage pour Trompette Ut ou Si b et Piano
- Ballade for bass clarinet
- Rhythmic for percussion
- Fantaisie Pastorale for oboe and piano
- Conte Pastorale (oboe and piano)
- Sonate for oboe and piano
- Dialogue for two trumpets
- Quintet (for Brass Quintet)
- Piece Breve (for solo alto saxophone)
- New Orleans for Bass Trombone and Piano
- Sérénade en Trio for Flute, Clarinet, and Bassoon (1971)
- Prélude et Allegro for Double Bass (or Tuba or Bass Saxhorn or Bass Trombone)
- (need remaining compositions)
- Soir dans les montaignes
- "Claribel" (for clarinet and piano 1952)
- Lucioles (pour Ensemble de Clarinettes - clarinet choir)
- Bucolique, for clarinet and piano
- Recit. Sicilienne et Rondo, for bassoon and piano